# Indolpium centrale
Espèce
Indolpium centrale est une espèce de pseudoscorpions de la famille des Olpiidae.

## Distribution
Cette espèce est endémique du Maharashtra en Inde. Elle se rencontre vers Edalabad.

## Description
Le mâle holotype mesure 3 mm.

## Publication originale
- Beier, « Pseudoscorpione vom kontinentalen Südost-Asien », Pacific Insects, vol. 9,‎ 1967, p. 341-369 (lire en ligne)